# Gandra
Gandra este un oraș în Paredes, Portugalia. În 2011 avea 6.974 de locuitori, în 11,76 km².